# Vilanova de l’Aguda
Vilanova de l’Aguda ist eine katalanische Gemeinde (municipio) mit 193 Einwohnern (Stand: 2024) in der Provinz Lleida im Nordosten Spaniens. Sie liegt in der Comarca Noguera. Neben dem gleichnamigen Hauptort Vilanova de l’Aguda besteht die Gemeinde aus den Ortschaften L’Alzina, Guardiola, Ribelles und Vilalta.

## Geographische Lage
Vilanova de l’Aguda liegt etwa 70 Kilometer nordöstlich von Lleida in einer Höhe von ca. 410 m. 

## Bevölkerungsentwicklung
| Jahr      | 1970 | 1981 | 1991 | 2001 | 2011 | 2021 |
| Einwohner | 450  | 324  | 279  | 267  | 242  | 194  |

## Sehenswürdigkeiten
- Burgruine von La Figuera
- Burganlage von Ribelles
- Burgruine von Villdàries
- Martinskirche von Guardiola
- Michaeliskirche von Valldàries
- Salvatorkirche von L’Alzina
- Salvatorkirche von Vilalta
- Marienkirche von Les Omedes
- Marienkirche von Vilanova de l’Aguda
- Perpetuenkirche von Vilanova de l’Aguda

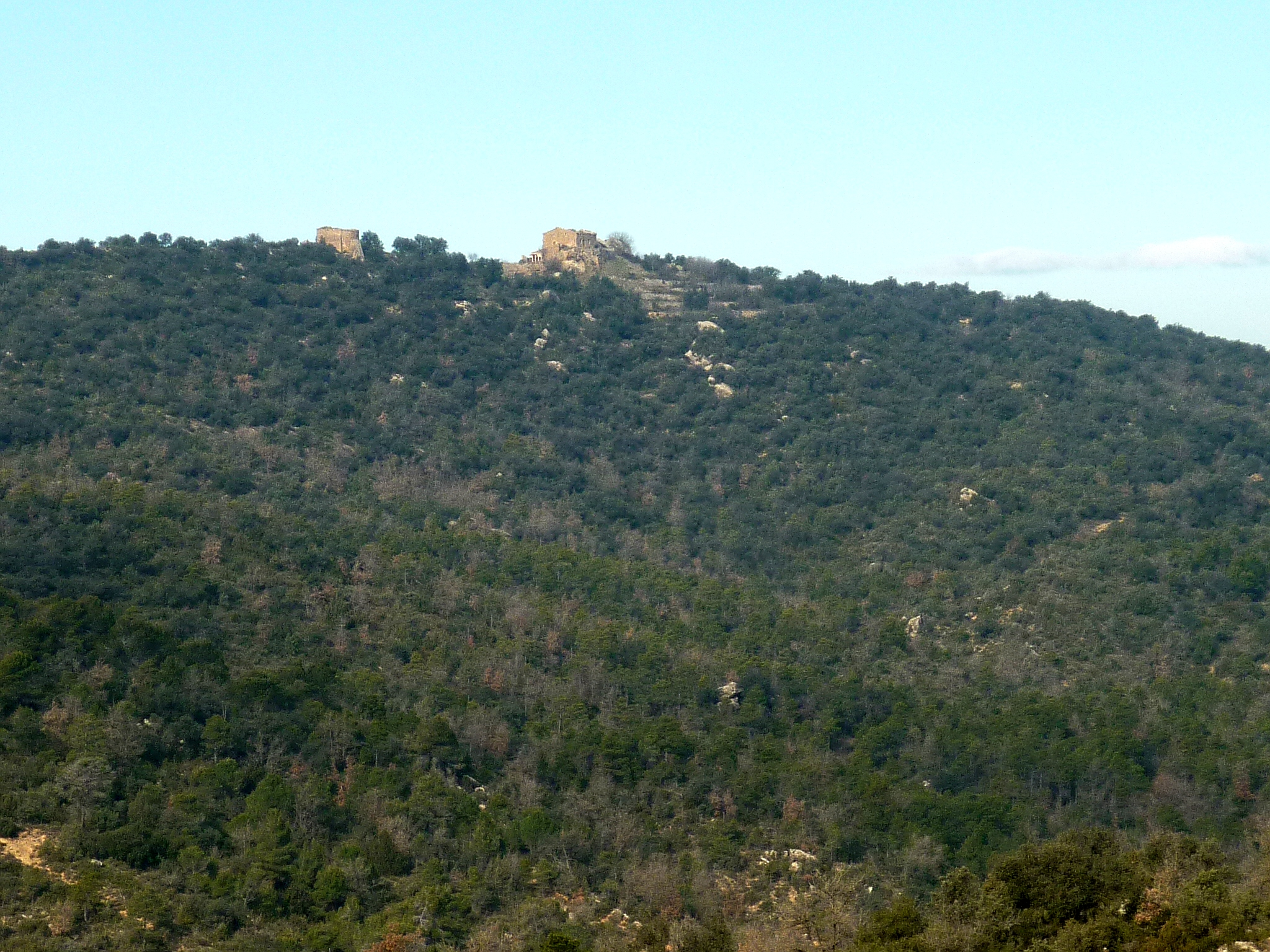
Burgruine von La Figuera
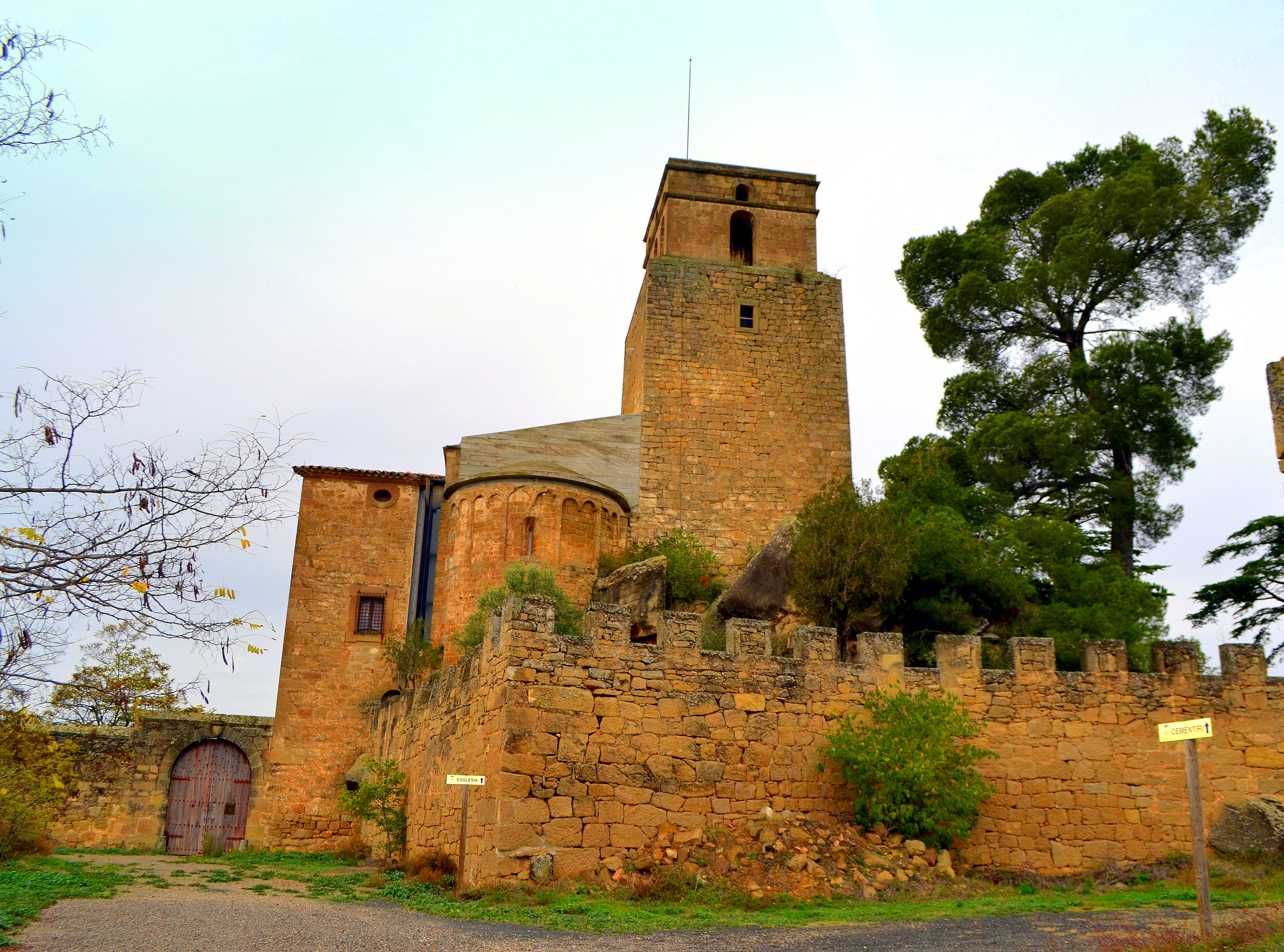
Burganlage von Ribelles
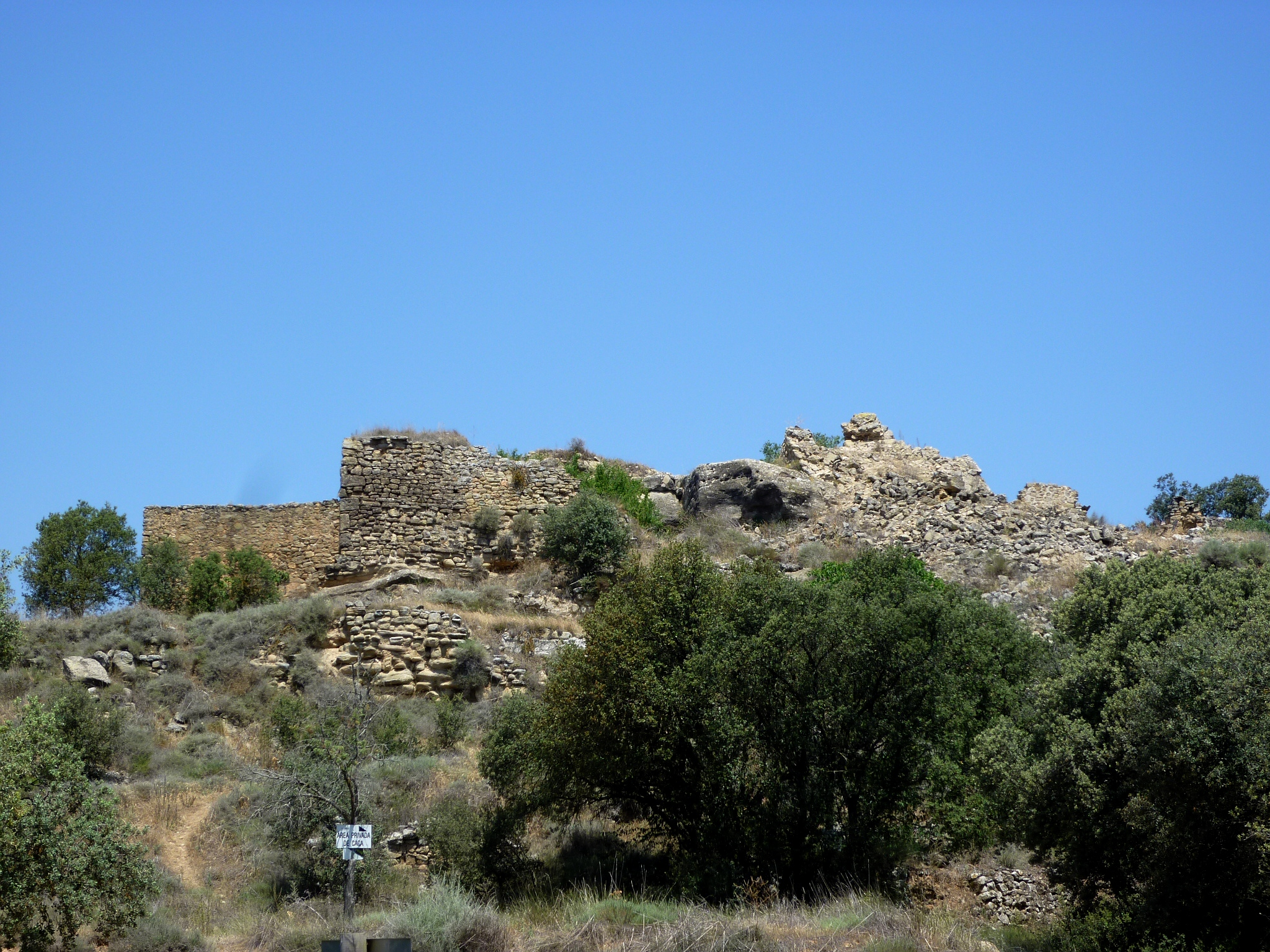
Burgruine von Valldàries
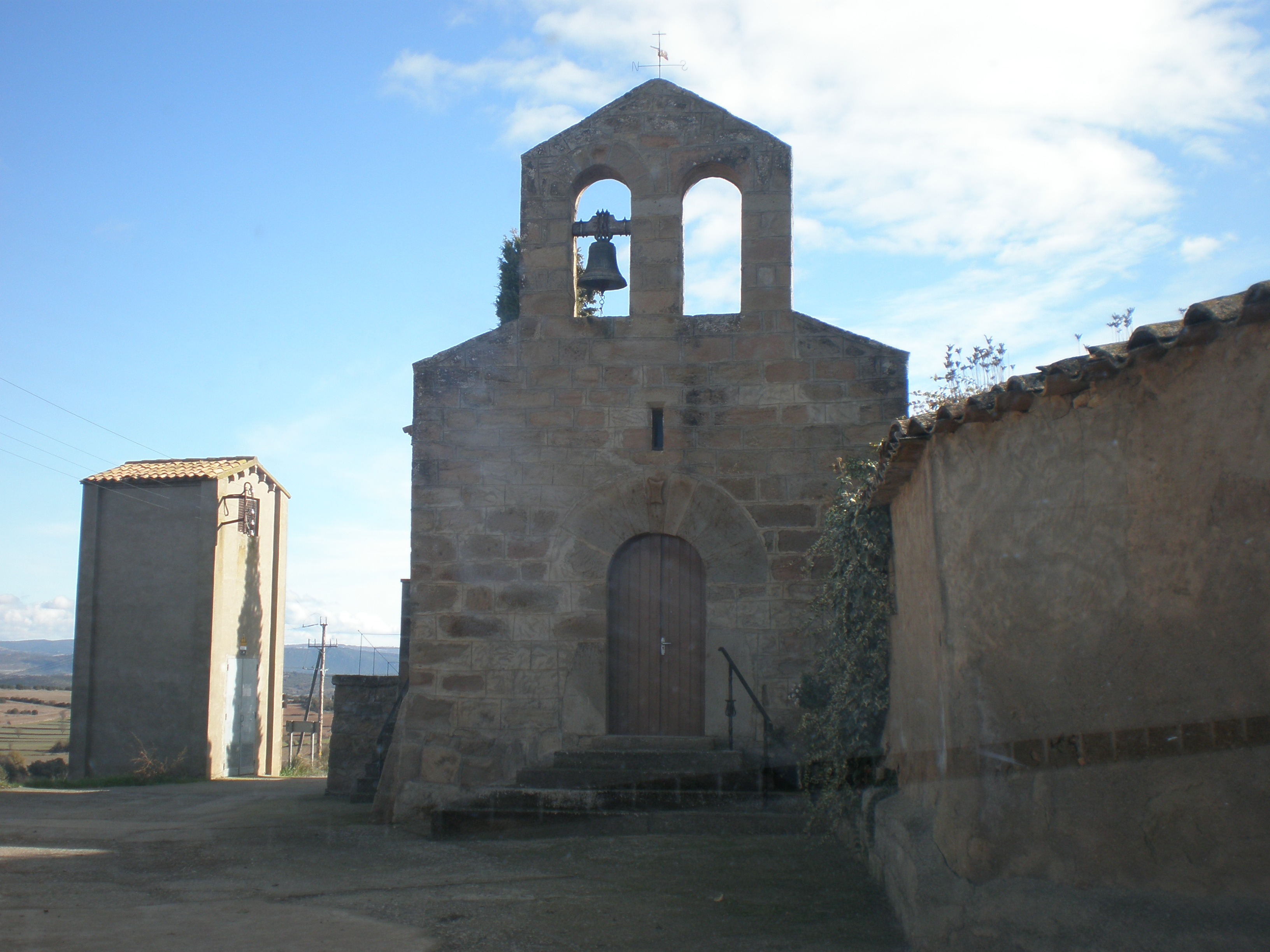
Martinskirche
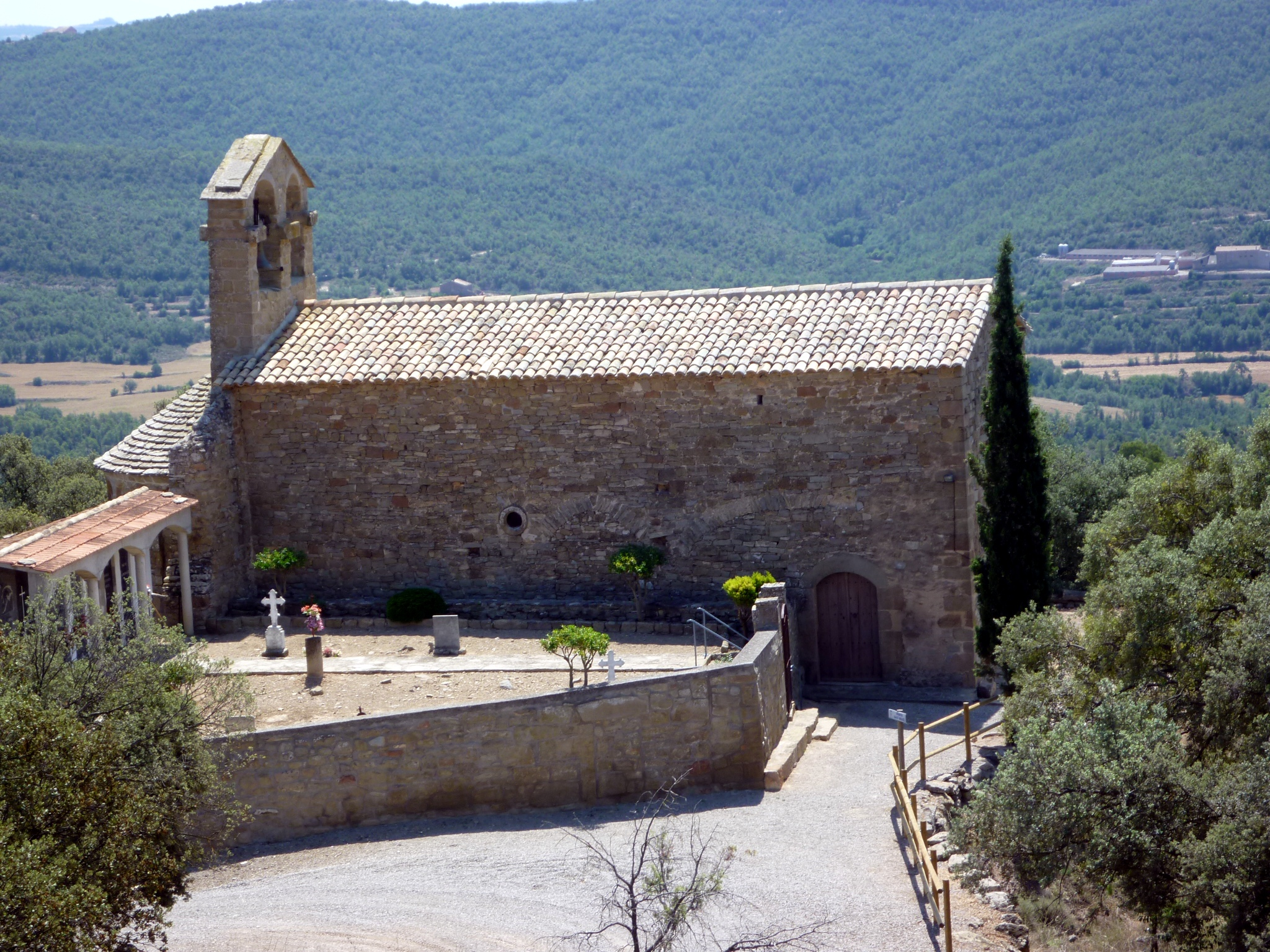
Michaeliskirche
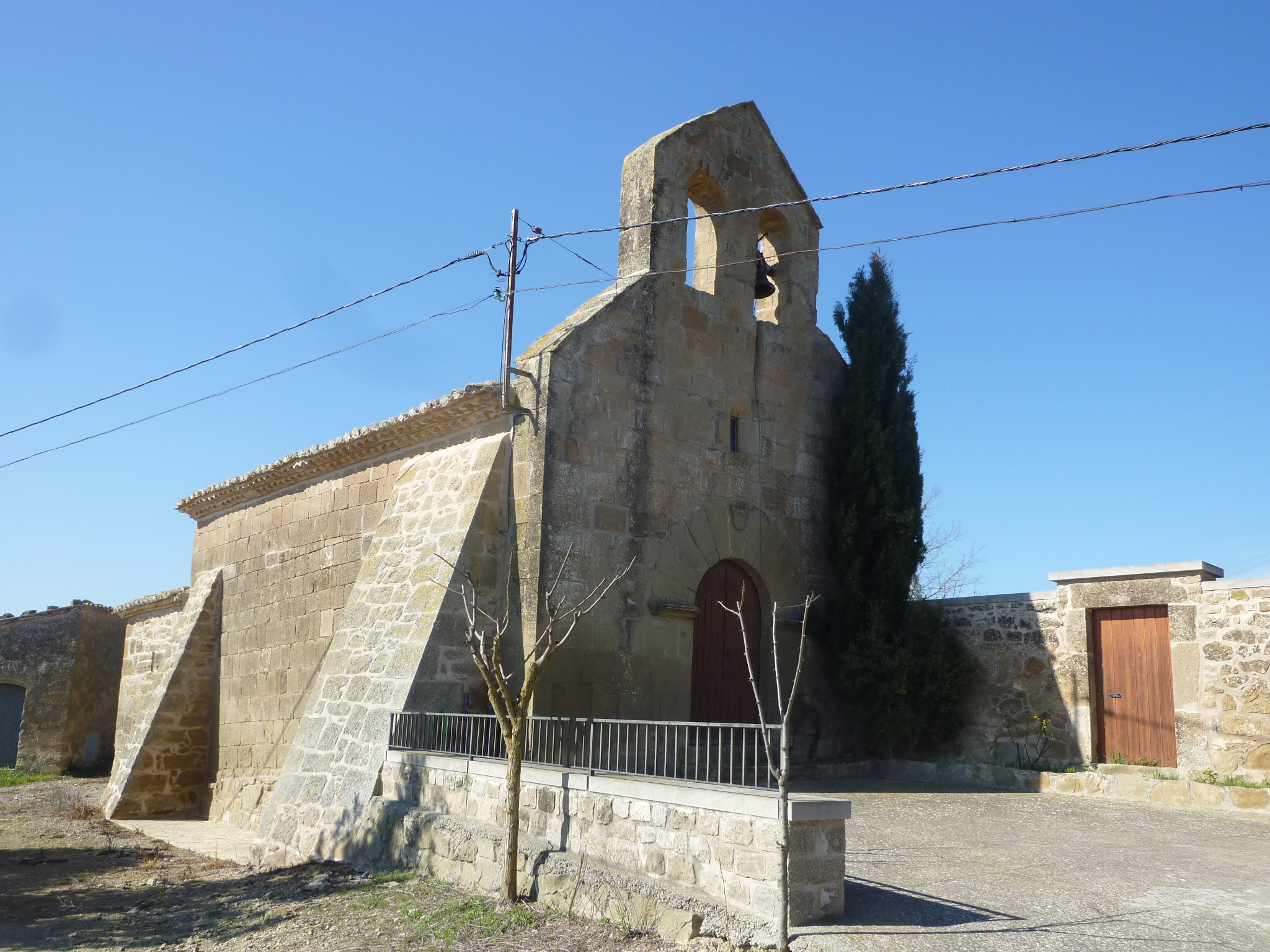
Salvatorkirche von L’Alzina
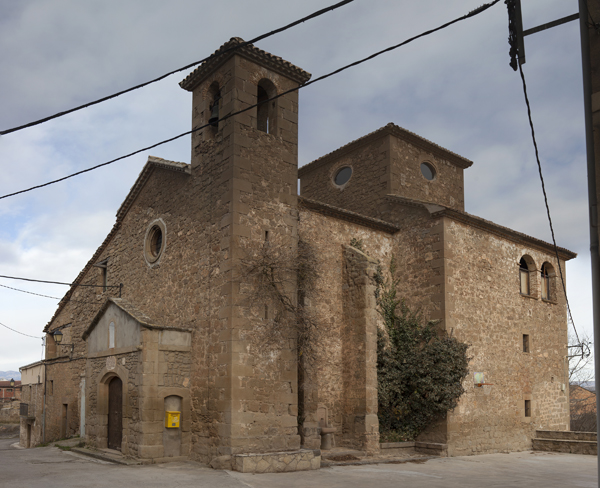
Salvatorkirche von Vilalta
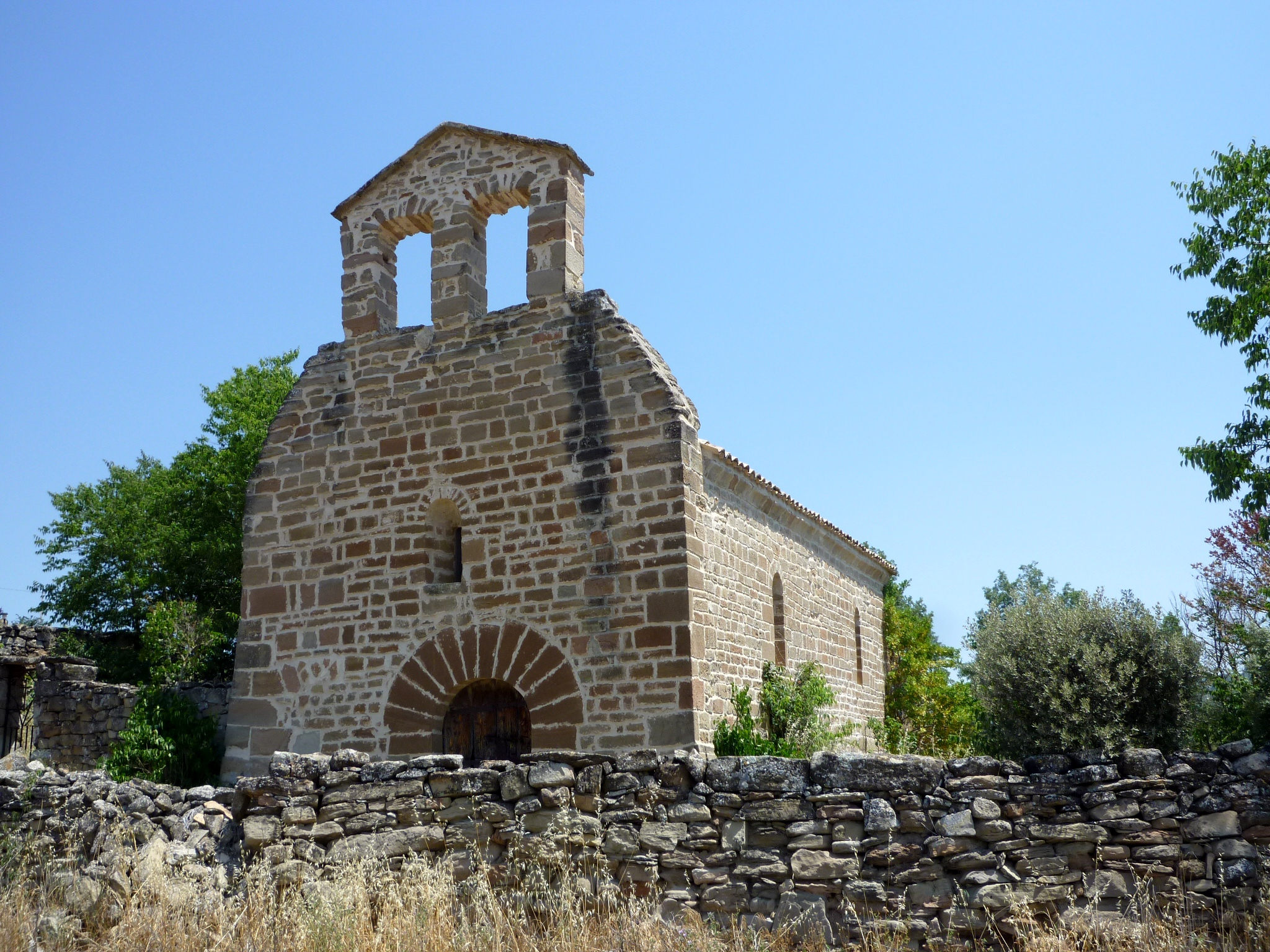
Marienkirche von Les Omedes
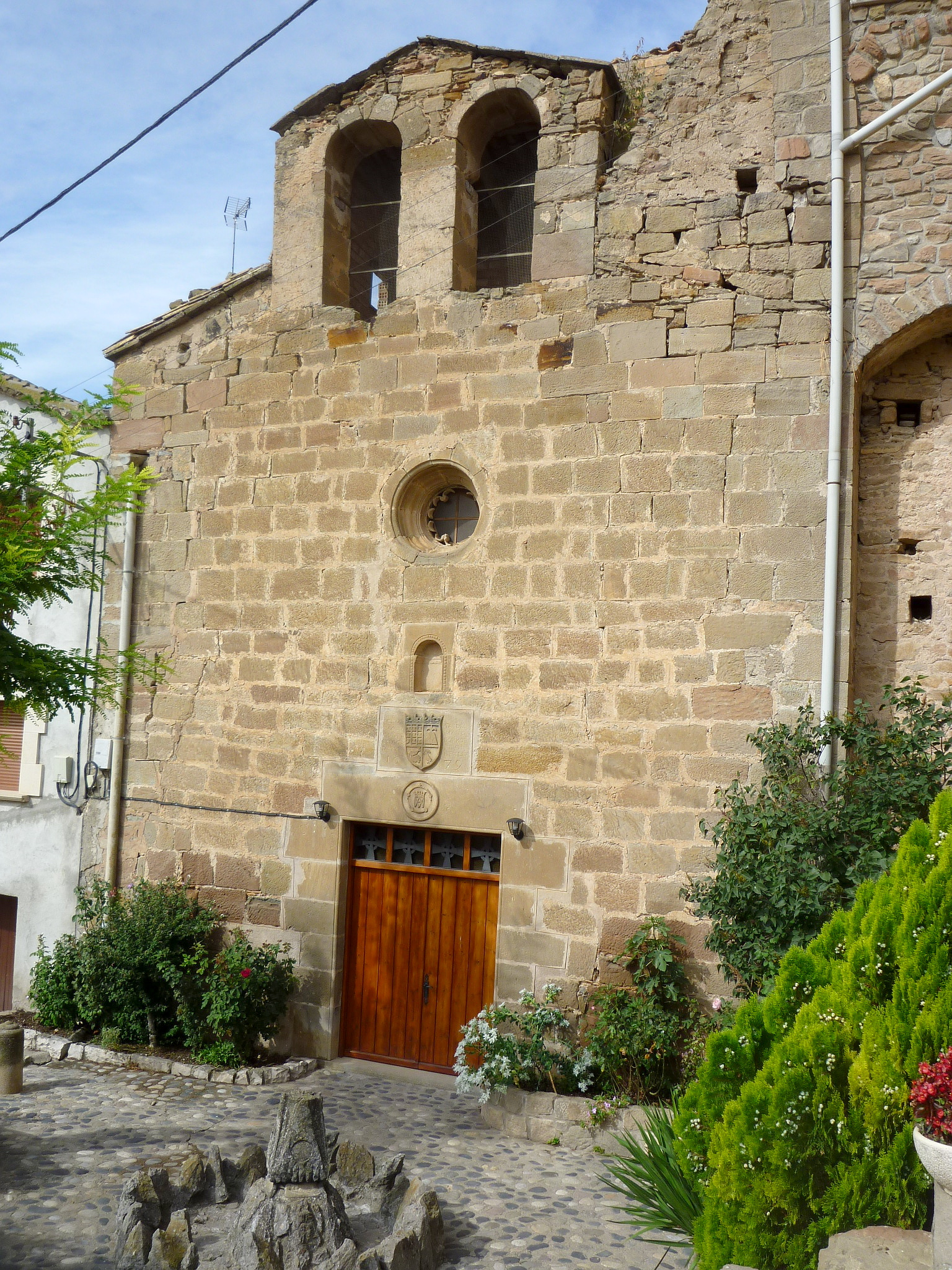
Marienkirche von Vilanova de l’Aguda
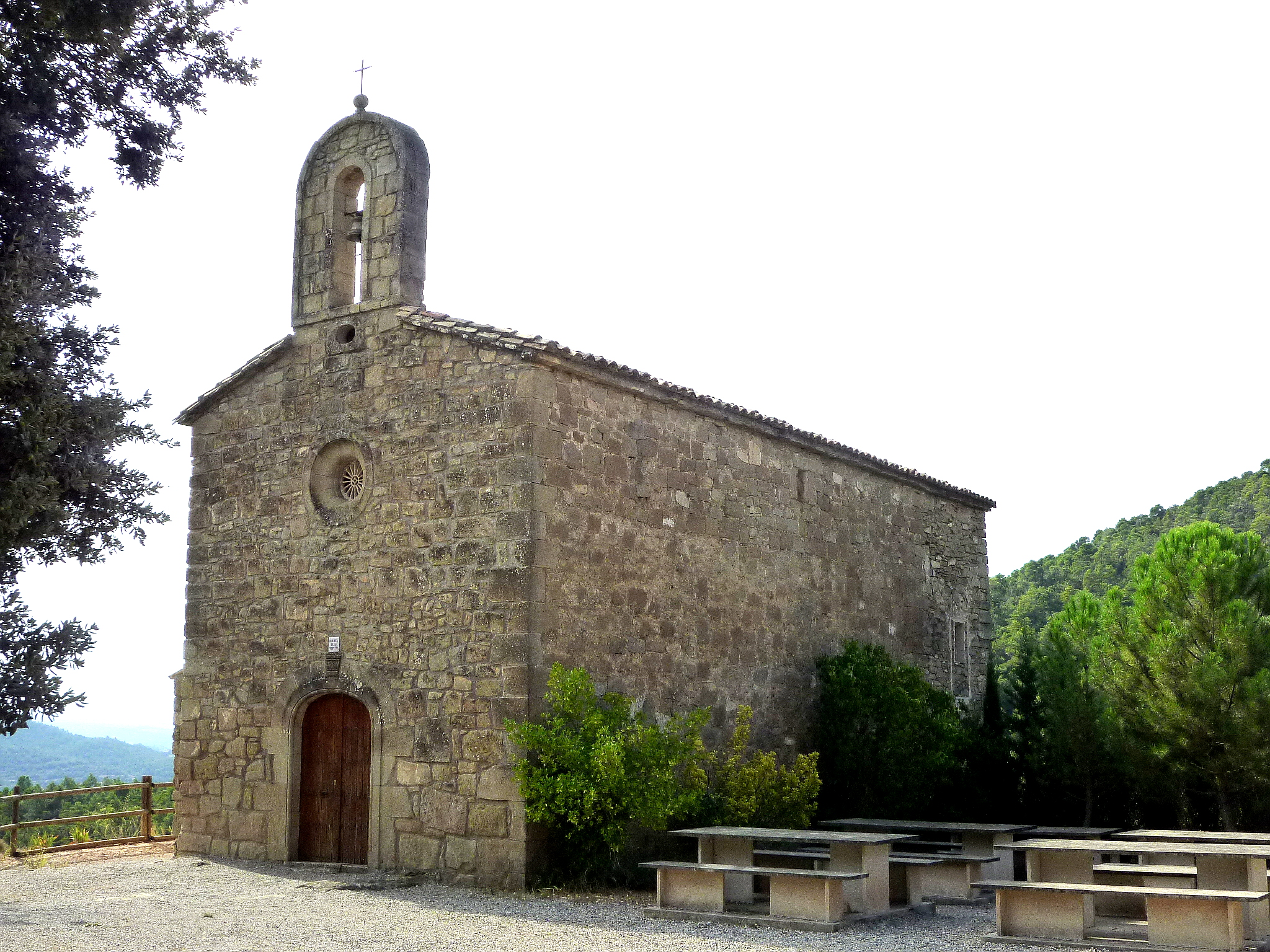
Perpetuenkirche von Vilanova de l’Aguda